# Fran Albreht

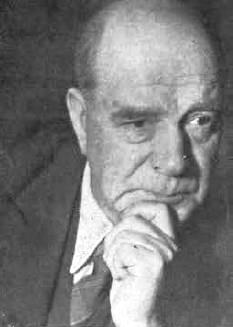
Fran Albreht

Fran Albreht (* 17. November 1889 in Kamnik; † 11. Februar 1963 in Ljubljana) war ein slowenischer Dichter. Er hat auch unter dem Pseudonym Rusmir veröffentlicht.

## Leben
Albreht wurde als Franc Albrecht geboren. Er wuchs in einem liberalen Milieu auf, kam später aber mehr zu linken Ansichten. Er studierte an der Universität Wien und wurde ein neo-romantischer Dichter.
In den späten 1920er und frühen 1930er Jahren war Albreht Herausgeber der renommierten Literaturzeitschrift Ljubljanski ZVON. Nach der Krise der Zeitschrift 1932, die aus unterschiedlichen Interpretationen der slowenischen Identität und Haltungen gegenüber der zentralistischen Politik im Königreich Jugoslawien herrührten, verließ Albreht die Zeitschrift und gründete gemeinsam mit dem Literaturkritiker Josip Vidmar und dem Autor Ferdo Kozak ein neues Magazin namens Sodobnost („Moderne“).

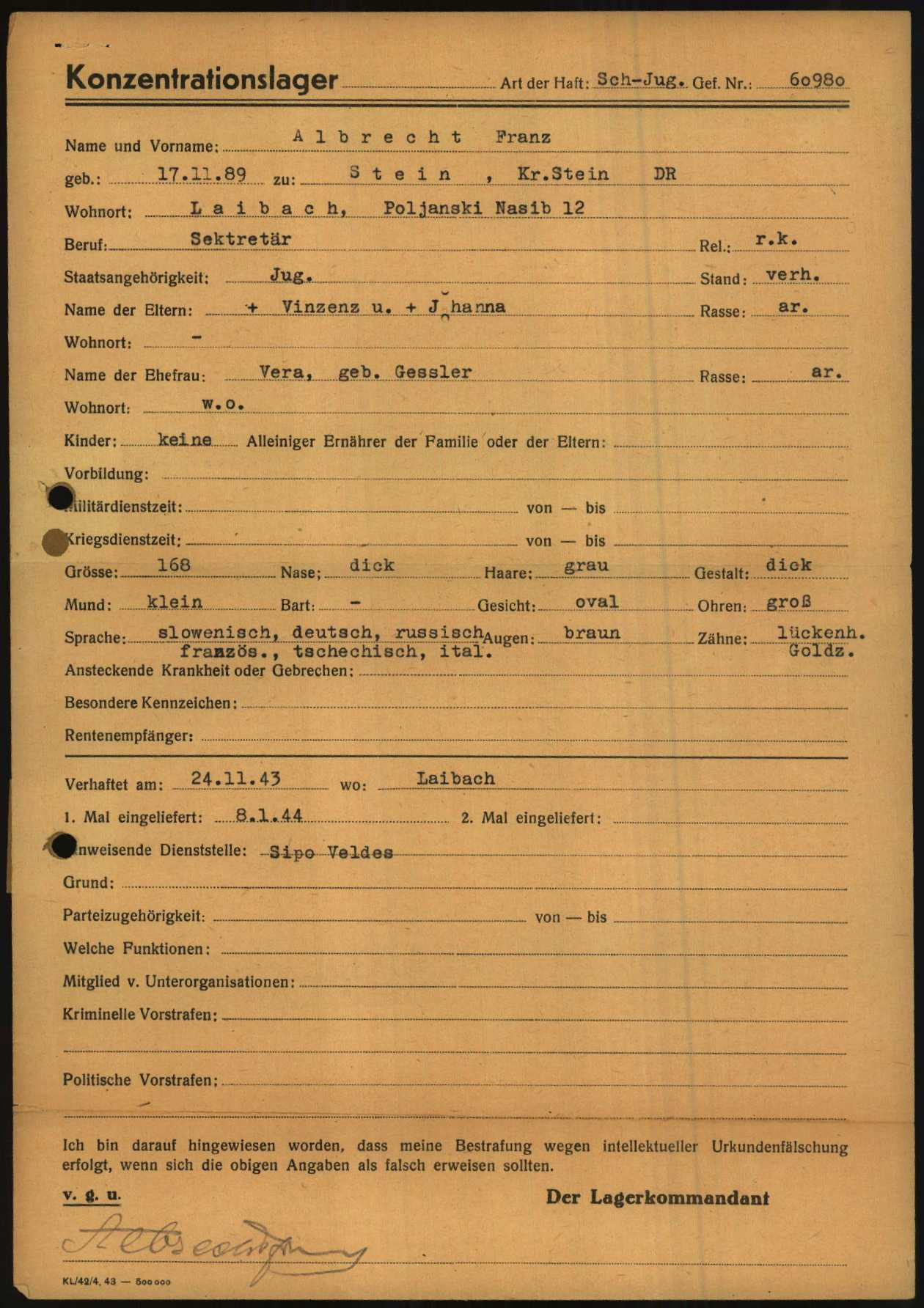
Anmeldeformular von Fran Albreht als Gefangener im nationalsozialistischen Konzentrationslager Dachau

Nach dem Überfall auf Jugoslawien im April 1941 wurde Albreht ein aktives Mitglied der Slowenischen Befreiungsfront in Ljubljana. Er wurde von italienischen faschistischen Behörden nach einer Reihe von Aktionen inhaftiert. 1944 schickten ihn die deutschen Behörden in das KZ Dachau.
1945, nach der Befreiung von der Nazi-Besatzung, wurde er zum Bürgermeister von Ljubljana ernannt. Er diente in diesem Amt zwischen 1945 und 1948. 1948 wurde er entlassen und kurz danach wegen antikommunistischer Aktivitäten inhaftiert.
Er war mit der Dichterin Vera Albreht verheiratet. Er ist auf dem Zale-Friedhof begraben.

## Werke
- Zadnja Pravda (Jüngstes Gericht), 1934
- Pesmi (Gedichte), 1966
- Gledališke kritike (Theaterkritiken), 1973

## Auszeichnungen (Auswahl)
- Prešeren-Preis 1960[2]